# Argotta
Argotta, född omkring 376 som dotter till Genebald, var en frankisk drottning, gift med Pharamond, med vilken hon fick sonen Chlodio. Argotta kan vara en helt påhittad gestalt och det är alltså inte säkert, att hon har funnits i verkligheten.